# PPPoA
PPPoA (en anglais point-to-point protocol over ATM) est un protocole d'encapsulation de PPP sur ATM décrit dans le RFC 2364, parfois utilisé par les connexions haut débit ADSL et câble destinées aux particuliers.